# Pilát Pontský
Pilát Pontský, nebo správněji Pontius Pilát či Poncius Pilát (latinsky Pontius Pilatus, řecky Πόντιος Πιλᾶτος), byl v letech asi 26–36 n. l. římským prefektem provincie Judea. Je znám především jako člověk, který odsoudil Ježíše Krista k ukřižování.

## Jméno
Pilát Pontský je chybně počeštěná verze latinského Pontius Pilatus. Tuto verzi jména používá Bible kralická ze 16. století. Moderní Český ekumenický překlad Bible již používá podobu Pontius Pilát, soudobý římský misál římskokatolické církve používá v textu vyznání víry fonetický pravopis Poncius Pilát, odkud jej přebírá i Katechismus katolické církve.
Ze jména Pontius se vyvozuje Pilátův samnitský původ (z rodu Pontiů, lat. Pontii). Jeho cognomen Pilatus či Pileatus, byl-li odvozen od výrazu pileus, což byla čapka, kterou nosili osvobozenci z otroctví, může napovídat, že šlo o osvobozeného otroka nebo jeho potomka.
Existuje také domněnka, že snad mohl být potomkem samnitského generála Gaia Pontia.
Pilátos (lat. pilatus) též obecně znamená „kopiník“ či „ozbrojenec s oštěpem“. Etymologicky se pojmenování opírá o název vrhací zbraně římských vojáků – pilum –, což byly druhy lehkých kopí, kterými bylo možné vrhat na dálku jako oštěpy.

## Římský prefekt
Do úřadu byl jmenován roku 26 po svém předchůdci Valeriu Gratovi. Flavius Iosephus a Filón Alexandrijský jej líčí jako tyrana a nepřítele Židů bez pochopení pro jejich zvláštní náboženské tradice – nechal do Jeruzaléma vnést římské zástavy, což bylo vzhledem k předpisu zakazujícímu zobrazovat živé tvory provokací Židů. Židovské obyvatelstvo také popudil, když při stavbě akvaduktu čerpal peníze z chrámového pokladu. Pilátův brutální postup vůči Samařanům (předkům dnešních Samaritánů) nakonec vedl k jeho sesazení – roku 36 byl nahrazen Marcellem. Podle Eusebia byl za Caligulovy vlády Pontský Pilát donucen r. 38 n. l. spáchat sebevraždu.
Syn Heroda Velikého zaslal bratrovi do Říma dopis, ve kterém si stěžuje na Pilátovu krutost. Doslova píše, že Pilát páchá „neustálé kruté popravy bez rozsudku“.[zdroj?]
Roku 1961 byl v Cesareji Přímořské nalezen nápis: „Obyvatelům Caesareje Pontský Pilát, prefekt Judska.“

## Soudce Ježíše Krista
Pontius Pilatus je podle kanonických evangelií člověk, který odsoudil Ježíše Krista. V některých překladech je citována věta: „Já si však nad vámi myji ruce.“ Když farizejští předáci vyburcují dav k ukřižování Ježíše Nazaretského (syna Josefova, truhláře). Pilátovo jméno se nachází ve starokřesťanských vyznáních víry, což způsobilo vznik rčení „Dostal se tam jako Pilát do kréda“ (tj. nechtěně, náhodou, nečekaně, bez vlastního přičinění).
Podle legendy se Pilátova manželka jmenovala Klaudia Prokula. Pravoslavnou církví je uctívána jako svatá.